# Cykeltræner
|  | Ikke at forveksle med en cykletræner |
En cykeltræner er et udstyr, der gør det muligt at cykle på en cykel, uden at bevæge sig fremad. De anvendes almindeligvis til at varme op før et cykelløb, eller når det ikke er gunstigt at cykle udendørs.
Cykeltræneren er fastgjort til cyklens bagaksel, og samtidig er hjulet løftet tilstrækkeligt til at det kan køre rundt uden det skaber fremdrift, når der trædes til på cyklens pedaler. Mens en cykeltræner benyttes kan cyklisten samtidig udføre andre aktiviteter, som f.eks. at se fjernsyn uden risiko for skader.